# Гус Крик (Кентаки)
Гус Крик (енгл. Goose Creek) град је у америчкој савезној држави Кентаки.

## Демографија
По попису из 2010. године број становника је 294, што је 22 (8,1%) становника више него 2000. године.
| Група             | 2000.       | 2010.       |
| Белци             | 261 (96,0%) | 265 (90,1%) |
| Афроамериканци    | 4 (1,5%)    | 6 (2,0%)    |
| Азијати           | 0 (0,0%)    | 1 (0,3%)    |
| Хиспаноамериканци | 6 (2,2%)    | 8 (2,7%)    |
| Укупно            | 272         | 294         |